# 不落葉的椎樹

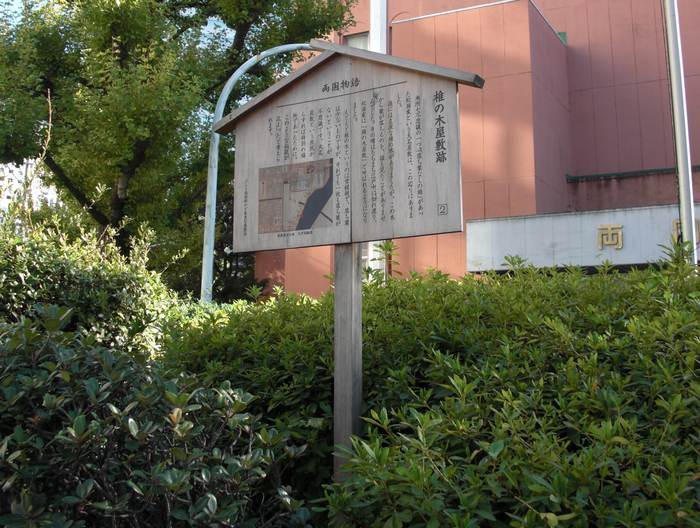
東京都墨田區橫網。新田藩松浦家的上屋敷，不落葉的椎發生場所。現在立有描寫傳說的看板。

不落葉的椎樹（落葉なき椎，おちばなきしい）是以本所（東京都墨田區）為舞台的怪談本所七大不可思議之一。
江戶時代的本所所在地的新田藩松浦家的上屋敷有一株價值連城的古樹，不知為何從來沒有人看過這棵樹落葉，就連地上也沒有見過一片葉子，傳聞傳開後，讓當家也覺得很不舒服，最終不得不搬家。

## 腳註
1. ↑  竹條創他. 人文社編集部企畫編集 , 编. . 古地図ライブラリー別冊. 人文社. 2006: 91–94頁. ISBN 978-4-7959-1297-7.